# Soudnictví ve věcech mládeže
Soudnictví ve věcech mládeže představuje výkon spravedlnosti vůči neplnoleté mládeži. Nástrojem vykonávání jsou kromě samotné justice různé orgány sociálně-právní ochrany dětí, které se soudy při řešení kriminality mládeže (juvenilní delikvence) spolupracují. Hlavní důraz je zde kladen na principy restorativní justice, protože účelem není ani tak samotné potrestání mladistvého pachatele, ale spíše nalezení způsobu, jak ho začlenit do společnosti a tím předejít opakování jeho kriminální činnosti.

## Historie
První snahy o odlišení trestního soudnictví dospělých a mládeže se objevily v oblastech anglosaského práva. Anglické zvykové právo odlišovalo děti mladší sedmi let, které nebyly trestně odpovědné vůbec, děti mezi sedmým a třináctým rokem, které mohly být trestány tehdy, pokud se prokázalo, že si díky své inteligenci a zkušenostem mohly uvědomit závažnost svého jednání a jeho následky, a děti starší třinácti let, které byly odpovědné stejně jako všichni dospělí. Další vývoj probíhal během osvícenství, na obecného reformátora trestního práva Cesare Beccariu pak navázal Kanaďan Charles Duncombe, jehož dílo znamenalo odklon od pohlížení na dětské pachatele pouze jako na „malé dospělé“. Kanada se také proto stala prvním státem, který roku 1894 přijal zvláštní zákon o mladých provinilcích, jenž se kromě trestních opatření zabýval i opatřeními sociální péče o děti, a roku 1908 zákon o mladistvých delikventech, který již zřídil specializované trestní soudy pro mládež. První zvláštní soud, který se kromě kriminality mladistvých zabýval i sociálně-právní ochranou dětí, byl však ustaven už roku 1899 v americkém státě Illinois. V Evropě bylo první Německo, které takové zvláštní soudy začalo zřizovat také od roku 1908, následovala Francie a Nizozemí. Zvláštní zákony zabývající se trestním právem mládeže byly v letech 1921–1928 přijaty postupně v Nizozemí, Dánsku, Německu, Švédsku, Španělsku, Itálii, Francii a Rakousku.
Československo přijalo takový zákon o trestním soudnictví nad mládeží v roce 1931. Byla jím vytvořena specializovaná soustava soudů mládeže, jejich trestní pravomoc však byla oddělena od pravomoci civilních poručenských soudů. V roce 1950 byl tento na svou dobu moderní zákon zrušen a trestní právo dospělých i mladistvých bylo sjednoceno v jednom trestním zákoníku, ačkoli alespoň částečně byla zachována specifika trestání juvenilní delikvence, zejména ve snížených trestních sazbách a ve výkonu trestu odnětí svobody ve zvláštních věznicích.

## Česká republika
České trestní soudnictví mládeže upravuje zákon o soudnictví ve věcech mládeže z roku 2003. Jde o zvláštní zákon, který se uplatňuje přednostně, jen tehdy, nemá-li zvláštního ustanovení, aplikují se ostatní předpisy (lex specialis), zejména trestní zákoník a trestní řád. Do oblasti reakce na kriminalitu mládeže mohou zasahovat i zákony o sociálně-právní ochraně dětí (č. 359/1999 Sb.) nebo o zvláštních řízeních soudních (č. 292/2013 Sb.). Základním koncepčním východiskem zákona je stejně jako u obdobných zákonů ve světě model restorativní justice, nejpodstatnějším tedy není potrestání pachatele, ale snaha mu pomoci uvědomit si svou vinu a odpovědnost za způsobenou újmu, a zároveň si najít společenské uplatnění odpovídající jeho schopnostem a rozumovému vývoji. Místo standardních trestů se proto uplatňují různorodá alternativní opatření. V řízení je zapotřebí pečlivě objasňovat příčiny kriminálního jednání, zkoumat osobnost, rozumový a mravní vývoj a dosavadní způsob života mladistvého, včetně povahy prostředí, v němž byl doposud vychováván, a na tomto základě pak posuzovat, jaké opatření má být přijato. Zákon dopadá na „mládež“, čímž se rozumí jednak mladiství (15–18 let) a jednak děti mladší patnácti let (kromě těchto dvou kategorií existuje ještě v obecném trestním právu pojem věk blízký věku mladistvých, který je počítán od 18 let a vzhledem k tomu, že proces dospívání je značně individuální, je horní hranice ponechána na úvaze soudu, ačkoli pouze výjimečně půjde až o 21 let). Kritérium věku se vztahuje k době spáchání činu, přičemž dosažení určitého věku je v českém trestním právu chápáno až uplynutím celého dne narozenin.
Protiprávním činem mladistvých je provinění, což je jen jiné označení pro trestný čin (jednotlivé skutkové podstaty jsou proto obsaženy ve zvláštní části trestního zákoníku), zatímco děti mladší 15 let mohou spáchat pouze činy jinak trestné, tedy činy vzhledem k osobě „pachatele“ beztrestné. Místo trestů jsou pak ukládány opatření, u mladistvých rozlišována a stupňována na opatření výchovná (dohled probačního úředníka, probační program, výchovné povinnosti, výchovná omezení a napomenutí s výstrahou), ochranná (ochranné léčení, zabezpečovací detence, zabrání věci nebo jiné majetkové hodnoty a ochranná výchova) a pro nejzávažnější činy opatření trestní (obecně prospěšné práce, peněžité opatření, peněžité opatření s podmíněným odkladem výkonu, propadnutí věci, zákaz činnosti, vyhoštění, domácí vězení, zákaz vstupu na sportovní, kulturní a jiné společenské akce, odnětí svobody podmíněně odložené na zkušební dobu, odnětí svobody podmíněně odložené na zkušební dobu s dohledem a jako ultima ratio odnětí svobody nepodmíněné). Dětem mladších 15 let lze uložit výchovnou povinnost, výchovné omezení, napomenutí s výstrahou, zařazení do terapeutického, psychologického nebo jiného vhodného výchovného programu ve středisku výchovné péče, dohled probačního úředníka, ochrannou výchovu nebo ochranné léčení. Podobně jako v obecném trestním právu fungují orgány činné v trestním řízení, i zde působí policejní orgány, státní zástupci a zvláštní soudy pro mládež, což jsou specializované soudní senáty, příp. samosoudci u klasických obecných soudů. Tyto orgány spolupracují s orgány sociálně-právní ochrany dětí a výkon uložených opatření zajišťuje také Probační a mediační služba.